# Organizația pentru Cooperare de la Shanghai

Harta OSC-ului. Verde deschis – membri (teritoriile aflate în litigiu sunt vopsite în verde crud). Bleu marin – observatori. Mov – parteneri de dialog. Azur – viitori parteneri de dialog

Organizația pentru Cooperare de la Shanghai (abreviat OSC) este o organizație din care fac parte Rusia, China și patru foste republici sovietice din Asia Centrală: Kazahstan, Tadjikistan, Uzbekistan și Kârgâzstan.
Obiectivul acestei structuri este amplificarea cooperării diplomatice, militare și economice dintre statele membre.
A fost fondată în anul 2001, cu scopul declarat pentru a lupta împotriva terorismului și a separatismului dar este deseori considerată a fi de fapt un mijloc de a contracara influența americană în Asia Centrală, regiune strategică bogată în hidrocarburi.
În cei 10 ani care s-au scurs de la crearea OCS, Moscova a încercat insistent să obțină recunoașterea internațională a instituției.
De la înființarea ei, OCS a reușit să stabilească relații de parteneriat cu alte structuri internaținale – ONU, OSCE, CSI, ODKB (acordul de securitate colectiva a CSI), EvrazES.  
| Zonă       | Suprafață (km2) | Populație (în 2019) Milioane | PIB (în 2019) Miliarde de US$ | PIB/locuitor (în 2019) $ PPC | Exportul de bunuri (în 2019) Miliarde de US$ | Producția de petrol (în 2019) Miliarde de barili |
| ---------- | --------------- | ---------------------------- | ----------------------------- | ---------------------------- | -------------------------------------------- | ------------------------------------------------ |
| Lumea      | 132.025.199     | 7.674                        | 87.698                        | 17.673                       | 18.761                                       | 95.192                                           |
| OCS        | 34.258.151      | 3.193                        | 19.451                        | 12.287                       | 3.250                                        | 17.368                                           |
| OCS / Lume | 26 %            | 42 %                         | 22 %                          | 70 %                         | 17 %                                         | 18 %                                             |

#### State membre
| Țară        | Când a început procedura de aderare | Membru de la  |
| ----------- | ----------------------------------- | ------------- |
| China       | —                                   | 15 iunie 2001 |
| Kazahstan   | —                                   | 15 iunie 2001 |
| Kirghizstan | —                                   | 15 iunie 2001 |
| Rusia       | —                                   | 15 iunie 2001 |
| Tadjikistan | —                                   | 15 iunie 2001 |
| Uzbekistan  | —                                   | 15 iunie 2001 |
| India       | 10 iunie 2015                       | 9 iunie 2017  |
| Pakistan    | 10 iunie 2015                       | 9 iunie 2017  |
| Iran        | 17 septembrie 2021                  | 4 iulie 2023  |

#### Membri observatori
- Afganistanul (2012) [11]
- Belarusul (2015) [12]
- Mongolia (2004) [9]
- Iranul

#### Parteneri de dialog
| Țară                        | Statut aprobat            | Statut primit      |
| --------------------------- | ------------------------- | ------------------ |
| Sri Lanka                   | 15 sau 16 iunie 2009      | 6 mai 2010         |
| Turcia                      | 7 iunie 2012              | 26 aprilie 2013    |
| Cambodia                    | 10 iulie 2015             | 24 septembrie 2015 |
| Azerbaijan                  | 10 iulie 2015             | 14 martie 2016     |
| Nepal                       | 10 iulie 2015             | 22 martie 2016     |
| Armenia                     | 10 iulie 2015             | 16 aprilie 2016    |
|                             |                           |                    |
| Viitori parteneri de dialog |                           |                    |
| Egipt                       | 16 sau 17 septembrie 2021 | —                  |
| Qatar                       | 16 sau 17 septembrie 2021 | —                  |
| Arabia Saudită              | 16 sau 17 septembrie 2021 | —                  |

## Lista adunărilor și a deciziilor semnate
| Date                | Loc                              | Rezultate | Surse  |
| ------------------- | -------------------------------- | --- | ------ |
| 26 aprilie 1996     | Shanghai (China)                 | Iscălirea Tratatului de aprofundare a încrederii militare din regiunile de graniță. | [ 23 ] |
| 24 aprilie 1997     | Moscova (Rusia)                  | Iscălirea Tratatului pentru reducerea din efectivele forțelor militare din regiunile de graniță | [ 23 ] |
| 3 iulie 1998        | Almaty (Kazahstan)               | |        |
| 25 august 1999      | Almaty (Kazahstan)               | |        |
| 5 iulie 2000        | Dușanbe (Tadjikistan)            | Ultima adunare a Grupului de la Shanghai. Uzbekistanul e acceptat ca observator. |        |
| 15 iunie 2001       | Shanghai (China)                 | Adunarea întemeierii OCS-ului. Iscălirea Declarației Organizației pentru Cooperrare de la Shanghai și a Convenției de la Shanghai pentru lupta împotriva terorismului, a separatismului și a extremismului.                        | [ 24 ] |
| 7 iunie 2002        | Sankt Petersburg (Rusia)         | Iscălirea Cartei Organizației pentru Cooperare de la Shanghai. | [ 25 ] |
| 29 mai 2003         | Moscova (Rusia)                  | |        |
| 17 iunie 2004       | Tașkent (Uzbekistan)             | Adoptarea Regulamentului statului de observator a Organizației pentru Cooperare de la Shanghai. Mongolia e prima țară admisă ca observator.                                                                                        | [ 26 ] |
| 5 iulie 2005        | Astana (Kazahstan)               | India, Iranul și Pakistanul sunt primite ca observatori. |        |
| 15 iunie 2006       | Shanghai (China)                 | |        |
| 16 august 2007      | Bișkek (Kirghizstan)             | Iscălirea Tratatului de bună vecinătate, de prietenie și de cooperare pe termen lung între țările membre ale Organizației pentru Cooperare de la Shanghai.                                                                         | ·      |
| 28 august 2008      | Dușanbe (Tadjikistan)            | Adoptarea Regulamentului statutului de partener de dialog al Organizației pentru Cooperare de la Shanghai. | [ 29 ] |
| 15 iunie 2009       | Ekaterinburg (Rusia)             | |        |
| 10 iunie 2010       | Tașkent (Uzbekistan)             | |        |
| 14 iunie 2011       | Astana (Kazahstan)               | |        |
| 6 iunie 2012        | Peking (China)                   | Afganistanul e primit ca observator. |        |
| 13 septembrie 2013  | Bișkek (Kirghizstan)             | |        |
| 11 septembrie 2014  | Dușanbe (Tadjikistan)            | | [ 30 ] |
| 10 iulie 2015       | Ufa (Rusia)                      | Belarusul primește statutul de observator. |        |
| 24 iunie 2016       | Tașkent (Uzbekistan)             | |        |
| 8 și 9 iunie 2017   | Astana (Kazahstan)               | Prima adunare având India și Pakistanul alături. Adoptarea Convenției de la Shanghai pentru lupta împotriva extremismului. | [ 31 ] |
| 9 și 10 iunie 2018  | Qingdao (China)                  | | ·      |
| 13 și 14 iunie 2019 | Bișkek (Kirghizstan)             | Adunarea condamnă dezvoltarea sistemelor de apărare atirachetă (cu referire la Statele Unite), se cere promulgarea vreunui protocol despre garanțiile de siguranță a Tratatului de la Semipalatinsk pentru toate țările semnatare. | [ 34 ] |
| 10 noiembrie 2020   | Moscova (Rusia, videoconferință) | Validarea documentului Strategiei de dezvoltare a OCS-ului până la 2025. | ·      |
| 17 septembrie 2021  | Dușanbe, Tadjikistan             | Integrarea Iranului ca membru | [ 38 ] |